# Нос Калик
Нос Калик је насељено мјесто у саставу града Дрниша, у Далмацији, Шибенско-книнска жупанија, Република Хрватска.

## Географија
Насеље је удаљено око 17 км југозападно од Дрниша. Налази се између Крке и Чиколе, код саставка ове двије ријеке, унутар националног парка Крка.

## Историја
Цјелокупно становништво села до 1992. године чинио је српски живаљ који се бавио пољопривредом и ријечним рибарством искључиво за личне потребе.
Становништво је избјегло из села 2. марта 1992. године, послије акције чишћења коју су извеле оружане снаге Хрватске. Према неким тврдњама, у мају, у вријеме операција повлачења хрватских снага село је било потпуно уништено, а два младића и једна старија жена су убијени. Двадесет и три војника је заробљено и након мучења у хрватским затворима, они су размењени 22. маја 1992. године. Осам становника је заробљено и одведено најприје на острво Првић, а затим и на острво Обоњан, да би касније били ослобођени. Тренутно, већина некадашњих становника села живи у околини Београда.
Нос Калик се од распада Југославије до марта 1992. године налазио у Републици Српској Крајини.

## Култура
У селу се налази разрушени храм Српске православне цркве Св. Николе из 1896. године.

## Становништво
Према попису становништва из 2001. године, Нос Калик је имао 5 становника. Насеље је према попису становништва из 2011. године имало 1 становника.
| Националност       | 2001. | 1991.       | 1981.        | 1971.        | 1961.        |
| Срби               |       | 50 (98,03%) | 102 (98,07%) | 179 (93,71%) | 216 (98,18%) |
| Југословени        |       |             | 2 (1,92%)    | 11 (5,75%)   |              |
| Хрвати             |       |             |              | 1 (0,52%)    |              |
| остали и непознато |       | 1 (1,96%)   |              |              | 4 (1,81%)    |
| Укупно             | 5     | 51          | 104          | 191          | 220          |

| Демографија-- | Демографија-- | Демографија-- |
| Година        | Становника    | Становника    |
| ------------- | ------------- | ------------- |
| 1857.         | 161           |               |
| 1869.         | 0             |               |
| 1880.         | 175           |               |
| 1890.         | 144           |               |
| 1900.         | 174           |               |
| 1910.         | 189           |               |
| 1921.         | 0             |               |
| 1931.         | 173           |               |
| 1948.         | 250           |               |
| 1953.         | 255           |               |
| 1961.         | 220           |               |
| 1971.         | 191           |               |
| 1981.         | 104           |               |
| 1991.         | 51            |               |
| 2001.         | 5             |               |
| 2011.         |               | 1             |

- напомене:

У 1857. исказано под именом Нос, а од 1869. до 1981. Нос-Калик. У 1869. и 1921. подаци су садржани у насељу Дриновци.

### Презимена
- Зељак — Православци, славе Аранђеловдан
- Калик — Православци, славе Св. Николу
- Миловац — Православци, славе Аранђеловдан
- Скочић — Православци, славе Св. Николу